# Gare de Zonnebeke
La gare de Zonnebeke est une ancienne gare ferroviaire belge de la ligne 64, de Roulers à Ypres située sur le territoire de la commune de Zonnebeke, dans la province de Flandre-Occidentale en Région flamande.
Mise en service en 1868 par le Chemin de fer de la Flandre-Occidentale, elle ferme aux voyageurs en 1953 et aux marchandises en 1970.

## Situation ferroviaire
Établie à 34 m d'altitude, la gare de Zonnebeke était située au point kilométrique (PK) 13.8 de la ligne 64, de Roulers à Ypres entre les haltes de Kerselaar et Frezenberg.

## Histoire
La station de Zonnebeke est mise en service le 12 avril 1868 par la Société des chemins de fer de la Flandre-Occidentale (FO), lorsqu'elle ouvre à l'exploitation la ligne de Roulers à Ypres construite par la Société belge de chemins de fer.
Depuis 1867, le réseau FO est intégré au sein de la Société générale d'exploitation de chemins de fer (SGE) qui regroupe plusieurs des lignes voisines. De nombreuses concessions de la SGE sont rachetées par l’État belge en 1870 mais celles de Flandre-Occidentale demeurent. La faillite des sociétés de l'homme d'affaires Simon Philippart en 1877 précipite celle du Syndicat d'exploitation qui regroupait ces anciennes compagnies. Le FO reprend alors son indépendance.
L'État belge, future SNCB, rachète finalement la Compagnie des chemins de fer de la Flandre-Occidentale en 1907.
La gare et les autres bâtiments de la commune sont complètement détruits au cours de la Première guerre mondiale. Des baraquements provisoires remplacent la gare jusqu'à la construction d'une nouvelle gare en briques dans les années 1920.
La SNCB supprime les trains de voyageurs sur la ligne le 17 mai 1953 et la section terminale de la ligne à Roulers est abandonnée en 1955. Zonnebeke reste desservi par des trains de marchandises jusqu'en 1970 et les rails sont enlevés l'année suivante.
Un chemin pour les piétons et cyclistes a depuis été aménagé sur cette partie de la ligne.

## Patrimoine ferroviaire
Le bâtiment des recettes de type « reconstruction » a d'abord été transformé en caserne de pompiers avant d'être restaurée en maisons de jeunes, restituant aux façades leur aspect originel.

### Premier bâtiment
La Société belge de chemins de fer, chargée de construire des lignes ferroviaires en Belgique et en France pour le compte d'exploitants ferroviaires privés en lien avec la Société générale de Belgique, recourait au même plan type pour les gares locales avec une façade intégralement en briques pour les gares belges et du nord de la France, telles que Lumbres. En Belgique, seules les gares d'Haaltert, Herzele et Oostrozebeke sont encore debout.
Ces bâtiments étroits sont articulés autour d'un haut corps de logis encadré par deux ailes symétriques avec des ouvertures à arc en plein cintre au rez-de-chaussée, des arcs bombés de faible courbure à l'étage et un espace important entre le sommet des fenêtres du premier étage et la corniche. Le grenier du corps central est éclairé par une fenêtre à arc en plein cintre sur chaque pignon tandis que ceux des ailes basses sont des baies géminées. À Zonnebeke et Moorslede-Passendaele, les ailes latérales sont courtes (une seule travée).
Endommagés dès les premiers mois de la Première Guerre mondiale, la gare et les maisons avoisinantes sont plus tard réduites à néant par les bombardements d'artillerie. La voie étant sans cesse reconstruite par les militaires pour approvisionner le front comme le montre une carte postale de 1918 prise lorsque les Alliés sont devenus maîtres des lieux après la bataille de Passchendaele.

### Bâtiments temporaires
Un bâtiment en planches de quatre travées complété par une petite annexe sont construits après 1918 alors que l'armée anglaise utilise la ligne et jouxtent des baraquements asphaltés, plus bas, qui devaient servir aux militaires ou d'hébergement temporaire pour les civils après la fin des hostilités.

### Nouveau bâtiment
Construit au début des années 1920, ce grand bâtiment de gare appartient à la famille des gares à étage type « Reconstruction » construites par les Chemins de fer de l'État belge.
Identique à celui de la gare d'Oostkerke, sa façade est en briques d'une seule couleur avec quelques éléments en pierre de taille. Il est composé de deux parties : 
- une aile de 8 travées groupées par trois et se terminant par une lucarne transversale, on y trouve la salle d'attente, le guichet et une partie des locaux de service ;
- une partie haute à la toiture en « T » dont la façade comprend 5 à 6 travées. Côté voie, elle ne possède que des fenêtres tandis que l'entrée et la cage d'escaliers aux fenêtres décalées fait face à la place de la gare. Le pignon de cette aile surmonte un appentis de service délimitant le jardin ; les deux étages supérieurs étant dotés d'une fenêtre triple[12].

Une annexe séparée, démolie depuis, abritait les toilettes et la lampisterie (lanterne et matériaux inflammables). Il s'agissait également d'une construction unifiée.
Après sa fermeture, il a été transformé en caserne de pompiers avec deux grandes portes d'accès à volets roulants permettant d'utiliser l'aile basse comme garage et atelier. Après le déménagement des pompiers vers une nouvelle caserne, il se retrouvait sans utilité.
La commune a toutefois décidé de lui rendre sa gloire passée en transformant l'ancienne gare aux fenêtres murées en maison de jeunes. La rénovation financée à 400 000 € a consisté en un réaménagement de l'intérieur et en une reconstitution fidèle des portes et fenêtres qui avaient été détruites lors de la transformation en caserne.
À la même période, l'emplacement des anciennes voies marchandises de part et d'autre du sentier ont été utilisés pour construire un lotissement et une clôture en béton type SNCB ancien a été installée.